# Музей російського імпресіонізму
Музей російського імпресіонізму (рос. Музей русского импрессионизма) — приватний музей в Москві, приурочений російському мистецтву кінця XIX — початку XX століття.

## Історія
Засновник приватного Музею  російського імпресіонізму — Борис Мінц, який з 2001 року колекціонує російський живопис і графіку  кінця XIX — початку XX століття. Він побудував споруду на території колишньої кондитерської фабрики «Більшовик» на місці складу кондитерської сировини. Будівля за проектом архітектурного бюро John McAslan + Partners обійшлася в 16,5 млн $. Музей  відкрився для публіки 28 травня 2016 року.
Початком діяльності є 2014 рік, коли в Москві та регіонах Росії була проведена низка виставок: в Іванові, Венеції і Фрайбурзі). За три роки об'їхали кілька великих російських міст. Музей вийшов у фінал конкурсу «Інтермузей 2016». У грудні 2016 року ввійшов в лонг-лист номінантів премії The Art Newspaper Russia.

## Колекція
У  колекцію входять роботи Сєрова, Коровіна, Кустодієва, Кончаловського, Полєнова, Піменова, Герасимова. Найстарша  картина виконана у 1879 році Василем Полєновим. Багато полотен в колекції були придбані за кордоном, таким чином знову опинившись на батьківщині: «Літо» Миколи Богданова-Бельського і «Венеція» Бориса Кустодієва, дві роботи Петра Кончаловського і «Гірське село» Миколи Дубівського . Також в музеї знаходяться картини Костянтина Коровіна, Ігоря Грабаря, Костянтина Юона, Юрія Піменова і інших майстрів - які раніше були недоступні для оглядуу.
За словами директора музею Юлії Петрової: «Термін "російський імпресіонізм", як і раніше залишається спірним. Підтримувати його твердження — наше надзавдання».
«Композитор Дмитро Курляндський створив п'ять музичних історій за мотивами основних робіт постійної експозиції. На першому поверсі знаходиться інсталяцію сучасного американського художника Жана-Крістофа Куе, присвячену процесу створення картин. За допомогою новітніх технологій художник "розщепив" кілька музейних шедеврів на мазки».
При музеї функціонує книжковий магазин Студії Артемія Лебедєва з музейною атрибутикою.

## Виставки
Виставки в музеї присвячені художникам, забутим на батьківщині: навесні 2016 року відкрилась експозиція Арнольда Лаховського "Зачарований мандрівник", а в грудні того ж року музей представив першу в Москві персональну виставку Олени Кисельової. У жовтні 2017 року, вперше за 40 років відкрилася ретроспектива живописця Михайла Федоровича Шемякіна, учня Сєрова і Коровіна. Живопис "батька російського футуризму" Давида Бурлюка з  музейних та приватних колекцій з'єдналася в експозиції «Давид Бурлюк. Слово мені! » восени 2018 року. Виставка художника Миколи Мещерина підготовлена спільно з Третьяковської галереєю в лютому 2019 року.